# Ryszard Musielak

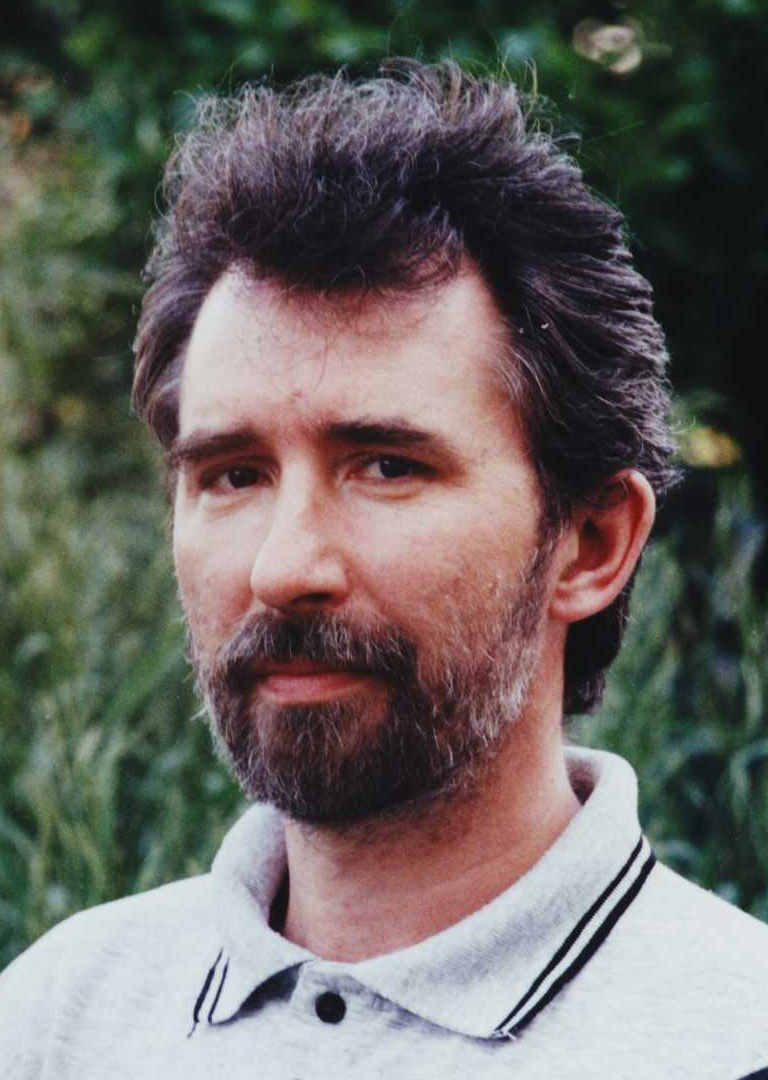
Ryszard Musielak

Ryszard Józef Musielak (ur. 6 sierpnia 1950 w Szubinie) – polski inżynier elektronik, jeden z twórców i liderów toruńskiej podziemnej „Solidarności”. W latach 1989–1991 przewodniczący Zarządu Regionu Toruńskiego „Solidarności”. Obecnie jeden z liderów kujawsko-pomorskiego oddziału Komitetu Obrony Demokracji.

## Działalność publiczna
Działalność opozycyjną rozpoczął w 1980. Tuż po wybuchu strajków na Wybrzeżu stanął na czele komitetu założycielskiego NSZZ „Solidarność” w zakładzie Toral, by następnie zostać przewodniczącym Komisji Zakładowej. Wybrany został też do Zarządu Regionu Toruńskiego „Solidarności”, gdzie kierował zespołem ds. informacji i kontaktów między komisjami zakładowymi. W czasie stanu wojennego internowany. W więzieniach spędził rok, najpierw w Potulicach, następnie w Strzebielinku. Do 1988 kilkukrotnie jeszcze zatrzymywany na 48 godzin przez SB.
Po wyjściu na wolność w grudniu 1982 został wiceprzewodniczącym, a w 1984 szefem tajnych struktur „S” (Regionalna Komisja Wykonawcza). W latach 1984–1986 brał udział w pracach TKK, podziemnego kierownictwa „S” w Polsce. W podziemnej „S” zajmował się m.in. kolportażem niezależnej prasy, redagował też przez kilka miesięcy Toruński Informator Solidarności – lokalne pismo opozycji, redagował i drukowal niezależne pismo „Refleksy”, kierował wydawnictwem podziemnym „Wolne słowo”. Brał również udział wraz z innymi działaczami, jak Antoni Stawikowski, Andrzej Tyc, Stanisław Dembiński czy Jarosław Zaremba w Tajnym Konwencie Doradców Regionu – ciele konsultacyjnym, które obradowało w mieszkaniach prywatnych i ustalało pewne dyrektywy polityczne dla związku, dyskutowało nad dokumentami i tekstami programowymi.
Po przełomie w 1989 został wybrany na przewodniczącego Zarządu Regionu toruńskiej „Solidarności”. Kierował nim w latach 1989–1991. Stał na stanowisku nieangażowania się związku w bieżącą politykę. Był też jedynym przewodniczącym, który zaprotestował przeciwko odebraniu „Gazecie Wyborczej” znaczka „Solidarności”.
Po 1991 wycofał się z życia publicznego. Po kilku latach zrezygnował również z członkostwa w NSZZ „Solidarność”. W 2000 założył własną firmę elektroniczną „Serwis Techniczny Ryszard Musielak”.
Członek toruńskiego klubu Rotary. Współzałożyciel nieformalnego stowarzyszenia „Klub Obywatelski”, działającego na rzecz społeczeństwa obywatelskiego w Toruniu. Od 2016 należy do Komitetu Obrony Demokracji. 22 stycznia 2017 zasiadał w sądzie koleżeńskim Regionu Kujawsko-Pomorskiego KOD. Sygnatariusz listu otwartego uczestników Sierpnia 80 w sprawie protestów pro-choice w Polsce w październiku 2020 roku.
W 2009 za wybitne zasługi w działalności na rzecz przemian demokratycznych w Polsce, za osiągnięcia w podejmowanej z pożytkiem dla kraju pracy zawodowej i społecznej został odznaczony Krzyżem Komandorskim Orderu Odrodzenia Polski. Wcześniej odznaczony Złotym Krzyżem Zasługi, Medalem Marszałka Województwa „Unitas Durant Palatinatus”, odznakami „Zasłużony Działacz Kultury” i „Za zasługi dla ochrony zdrowia”.

## Życie prywatne
Ma żonę Irenę i syna Borysa (z pierwszego małżeństwa).